# Paracaudina australis
Paracaudina australis is een zeekomkommer uit de familie Caudinidae.
De wetenschappelijke naam van de soort werd in 1868 gepubliceerd door Karl Semper.